# Pseudomertensia chitralensis
Pseudomertensia chitralensis är en strävbladig växtart som först beskrevs av Harald Harold Udo von Riedl, och fick sitt nu gällande namn av Harald Harold Udo von Riedl. Pseudomertensia chitralensis ingår i släktet Pseudomertensia och familjen strävbladiga växter. Inga underarter finns listade i Catalogue of Life.